# Aerial Acres
Aerial Acres – obszar niemunicypalny w Kern County, w Kalifornii (Stany Zjednoczone), na wysokości 740 m.